# Syzygium haniffii
Syzygium haniffii là một loài thực vật có hoa trong Họ Đào kim nương. Loài này được (M.R.Hend.) I.M.Turner miêu tả khoa học đầu tiên năm 1997.